# Амаро Парго
Амаро Родригез-Фелипе и Техера Мачадо (шп. Amaro Rodríguez-Felipe y Tejera Machado, Сан Кристобал де ла Лагуна, Тенерифе, 3. мај 1678 - Сан Кристобал де ла Лагуна, 4. октобар 1747) популарно познат као Амаро Парго, био је познати шпански корсар. Он је био један од најпознатијих корсара, и једна од најпроминентнијих особа током златног доба пиратерије.

## Биографија
Као младић био под утицајем присуства и успона пиратерије на Канарским Острвима. Његови пиратски подухвати су изазивали бојазан многих и дивљење других. Стекао је велико богатство, али је због његовог пријатељства са монахињом Маријом де Хесус (шп. María de Jesús de León y Delgado) почео са делима милосрђа и имао је посебан интерес за промену сиромаштва. Амаро Парго сведочи многа чуда ове монахиње.
А неколико година пре његове смрти је проглашен хидалгом у Мадриду. Он је умро 4. октобра 1747 у Сан Кристобалу де Ла Лагуна. Сахрањен је у манастиру Сан Доминго у Ла Лагуни.
Амаро Парго је лик који је тада имао исту репутацију и популарност као и Црнобради или Френсис Дрејк. Због неуморне борбе за интересе шпанске круне против непријатељских сила, Амаро Парго је сматран националним херојем у своје време.

## Ексхумација
У новембру 2013. године, његови посмртни остаци су ексхумирани од стране тима археолога и форензичких експерата са Аутономног универзитета у Мадриду како би се темељно истражили, укључујући ДНК доказе и реконструкцију његовог лица. Ексхумацију је финансирала француска компанија Убисофт игре, с намером да Амаро Парго постане један од главних ликова у једној од њених игара.